# Jristos Frantzeskakis
Jristos Frantzeskakis (26 de abril de 2000) es un deportista de Grecia que compite en atletismo. Ganó una medalla de plata en el Campeonato Europeo de Atletismo Sub-23 de 2021, en la prueba de salto con pértiga.